# Leónidas Barletta

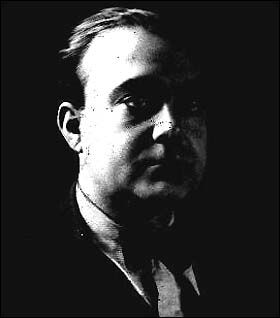
Leónidas Barletta

Leónidas Barletta (* 30. August 1902 in Buenos Aires; † 15. März 1975 ebenda) war ein argentinischer Journalist und Schriftsteller. 

## Leben
Mit 28 Jahren gründete Barletta 1930 in seiner Heimatstadt das Teatro del Pueblo und vom 20. März 1931 bis an sein Lebensende stand er diesem auch als Direktor vor. Diese Bühne gilt als eines der ersten Experimental-Theater Lateinamerikas.  
Daneben leitete Barletta ab 1935 als Chefredakteur die monatlich erscheinende Zeitschrift „Conducta“ und etwas später in selber Funktion auch die Tageszeitung „Propósitos“. Regelmäßig schrieb er aber auch für „La Prensa“. 
Neben Roberto Arlt, Élias Castelnuove, Álvaro Yunque u. a. gehörte Barletta zu der mehrheitlich sozialistisch-anarchistisch ausgerichteten Gruppierung Grupo Boedo.

## Ehrungen
- 1946 Premio Hernández Catá
- 1970 Gran Premio de Honor de la Sociedad Argentina de Escritores

## Zitat
Dieter Reichardt berichtet in seinem Werk „Lateinamerikanische Autoren“ über Leónidas Barletta: 
Seine Sympathie gehört den Menschen, auf denen die Sorge um den Lebensunterhalt, die zwanghafte Uniformierung und die Monotonie des Alltags lasten, deren Gefühle der Herzlichkeit und Solidarität jedoch nur unterdrückt, nicht aber ausgelöscht worden ist.

## Werke (Auswahl)
Erzählungen
- Cómo naufragó el Capitan Olsen. 1942.
- Cuentos realistas. 1923.
- La felicidad gris. 1945.
- Los pobres. 1925.
- La señora Enriqueta y su ramito. 1943.

Lyrik
- Canciones agrias. 1924.
- Los destinos humildes. 1938.

Romane
- Aunque llueva. 1970.
- La ciudad de un hombre. 1945.
- Historia de perros. 1964.
- Royal circo. 1930.
- Vidas perdidas.

Sachbücher
- Boedo y Florida. Una versión distinta. 1967.
- Las mujeres de la expedición de Mendoza. 1937.
- La perversión del instinto. 1935.

Theaterstücke
- Los duendes del bosque. 1946.
- María Fernanda. 1926.
- Odio. 1931.
- Pájaros negros. 1946.